# A Veiguiña (Villarino de Conso)
A Veiguiña es una aldea situada en la parroquia de Conso, del municipio español de Villarino de Conso, en la provincia de Orense, Galicia.

## Demografía
| Gráfica de evolución demográfica de A Veiguiña entre 2000 y 2023 |
|                                                                  |
| Datos según el nomenclátor publicado por el INE.                 |